# Industria de la telefonía móvil en China

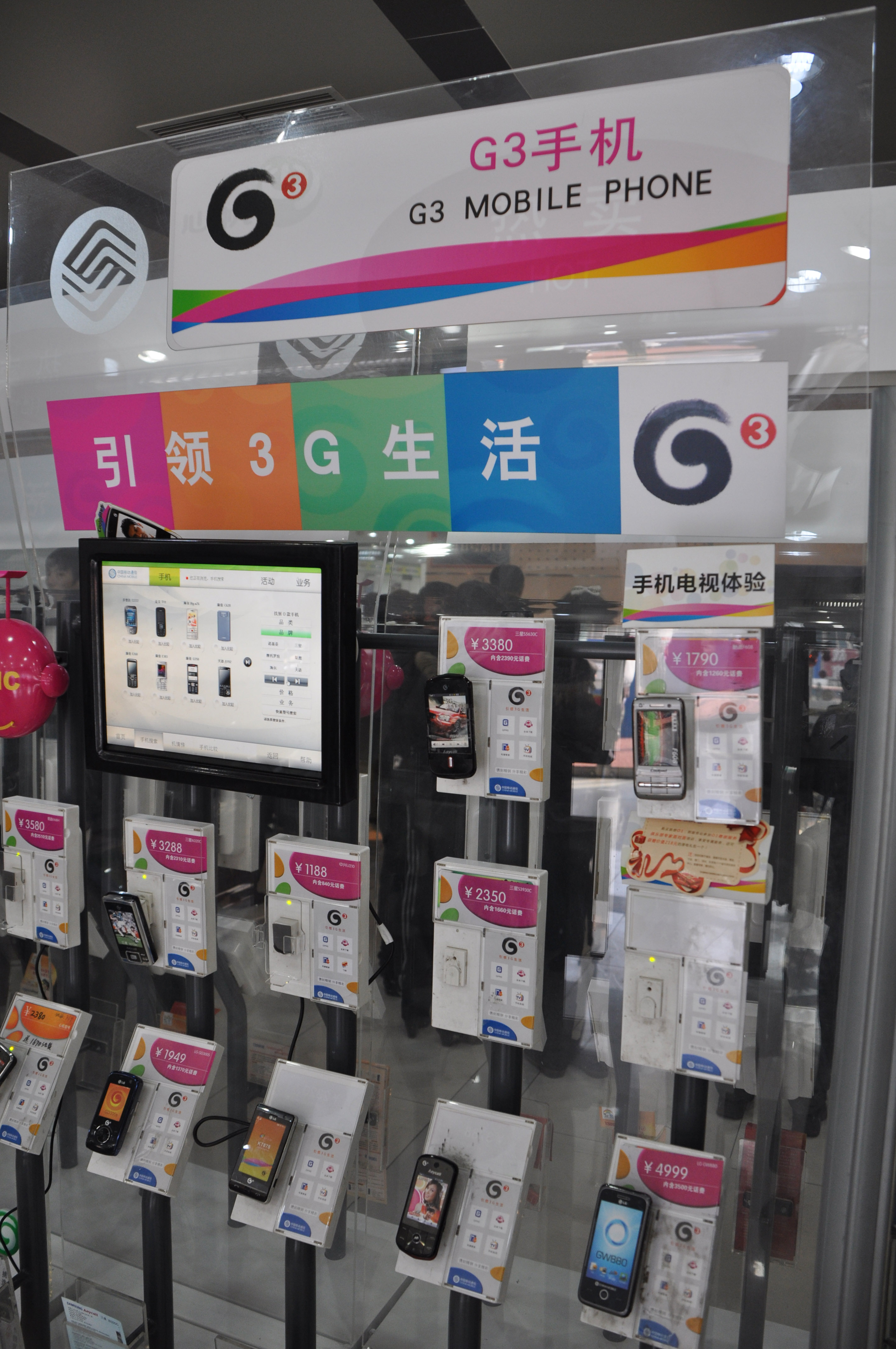
Teléfonos móviles 3G TD-SCDMA en exhibición en una rama de China Mobile (foto tomada en febrero de 2010, en Dalian, China).

La industria de la manufactura de telefonía móvil en China, ha pasado de tener una alta tasa de crecimiento, a una reducción significante en los últimos años, en 2016 China manufacturaba 75% de los teléfonos móviles del mundo, en 2019 el número de redujo a 68%.

## Teléfonos móviles

### Fabricantes de teléfonos móviles
| - Azumi Mobile - BBK Electronics - Blackview - Cubot - Doogee - Dopod - Faea - Haier - Hisense - Huawei - Inhom - Kejian - Konka Group - Legend Group - Lenovo - Meizu - Ningbo Bird - Oppo - Sendtel - TCL Communication - Xiao cai - Xiaomi (Mi) - Ulefone - Umidigi - Yulong - ZTE | - Nokia China - NIVS China - Motorola China - Samsung Electronics China - LG China - Sony Ericsson China - Apple Inc. China (iPhone está disponible desde 2009 para el servicio de China Unicom. Función WiFi está cortada.) - Sharp Corporation China - Philips China - BlackBerry China - Google China (la introducción del Nexus One para China Unicom en enero de 2010, fue pospuesto debido al debate sobre la censura.) |

### Ventas domésticas
Las ventas domésticas de teléfonos móviles en China alcanzaron más de 368 millones de unidades en 2020.
Un nuevo informe ha revelado que el ciclo promedio de actualización de teléfonos inteligentes para los consumidores en China ha aumentado. El tiempo promedio para una actualización es ahora de 25,3 meses, lo que representa un aumento de 0,7 meses en octubre del año pasado 2020.

### Volumen de ventas
Para el año 2007, el volumen de ventas alcanzó los 23 billones de dólares, con un incremento del 17% en comparación con 2006. La caída del precio medio de los teléfonos móviles hizo que el incremento del volumen de ventas fuera inferior al incremento de ventas, debido a que las empresas de telefonía móvil promovieron vigorosamente las ventas de móviles vinculado a su servicio que tiene un precio más bajo.

### Volumen de exportaciones
En 2015, China superó a Estados Unidos como el mercado líder de teléfonos inteligentes en términos de exportaciones, el incremento siguió en 2016 con 467 millones de unidades en exportación. Desde entonces, la desaceleración económica comenzó a afectar a China, lo que llevó a las exportaciones de  teléfonos inteligentes en China a caer alrededor de 100 millones de unidades en unos pocos años. Casi todos los proveedores de teléfonos inteligentes en China se vieron gravemente afectados, excepto el mayor actor chino Huawei, que aún logró aumentar sus exportaciones casi duplicando el volumen del 2016 a 2019.

### Tendencias en desarrollo
La tendencia de los últimos 2–3 años (2005–2008) ha mostrado que el Mercado de China continental se está desarrollando en dos direcciones. Una de ellas es la emergia de teléfonos móviles de extremado bajo coste que están emergiendo en los mercados rurales, mientras que otra son los teléfonos móviles multimedia con diversas funciones como televisión móvil, MP3, cámara de muy alto megapixelaje y GPS.
Desde 2011 los teléfonos móviles, especialmente los que de Android, han incrementado su popularidad en el Mercado móvil chino. Esto se debe a que los sistemas Android proporcionan la posibilidad a los fabricantes de producir teléfonos táctiles de forma sencilla, lo que ha permitido que los precios bajen incluso por debajo de RMB 1000 Yuanes. Estos teléfonos táctiles económicos también se han exportado a cada rincón del mundo, gracias a los vendedores por Internet como alibaba.com, aliexpresss.com y ctutu.com.
Los fabricantes de teléfonos inteligentes Chinos han ido ganando popularidad en todo el mundo desde 2012. Primero comenzó con Huawei, y luego llegaron Oppo y Xiaomi. Samsung seguía siendo el proveedor líder de teléfonos inteligentes en el mercado global en 2020, pero tanto Apple como Samsung perdieron participación de mercado significativa frente a los proveedores Chinos.

### Precios
El Mercado chino de teléfonos móviles está dominado por los productos con precio por debajo de 2000 RMB yuan (unos 290 dólares o 211 euros). Los productos a este precio son el 60% de todo el Mercado de teléfonos móviles, compitiendo con las marcas locales, los teléfonos móviles informales y las marcas internacionales.